# Walter Foolz
Pour les articles homonymes, voir Foolz.
Walter Foolz, ou simplement Foolz, est un dessinateur de presse français, né le 13 juillet 1972 à Orléans.
Il travaille notamment pour les journaux Charlie Hebdo

## Publications
- Charlie Hebdo et plusieurs de ses recueils et albums, dont
- Charlie Hebdo : Les 20 ans. 1992/2012 [1], 320 planches, paru aux Éditions Les Échappés en octobre 2012[2]  (ISBN 978-2-357-66055-7)

- [Collectif], Dégaze, François !, Paris, Les Échappés, 6 mars 2014, 143 p., 22 cm (ISBN 978-2-35766-072-4, BNF 43770584)Recueil de caricatures parues dans les colonnes de Charlie Hebdo. Liste des dessinateurs : Cabu, Catherine, Charb, Coco, Félix, Foolz, Honoré, Jul, Luz, Riss, Schvartz et Tignous.